# Episodi di Halt and Catch Fire (seconda stagione)
La seconda stagione della serie televisiva Halt and Catch Fire, composta da 10 episodi, è stata trasmessa in prima visione negli Stati Uniti sul canale AMC dal 31 maggio al 2 agosto 2015.
In Italia la stagione è stata trasmessa in prima visione su Rai 4, in seconda serata, dal 17 aprile al 15 maggio 2019.
| nº | Titolo originale          | Titolo italiano       | Prima TV USA   | Prima TV Italia |
| -- | ------------------------- | --------------------- | -------------- | --------------- |
| 1  | SETI                      | SETI                  | 31 maggio 2015 | 17 aprile 2019  |
| 2  | New Coke                  | Nuovo carburante      | 7 giugno 2015  | 17 aprile 2019  |
| 3  | The Way in                | La via d'accesso      | 14 giugno 2015 | 24 aprile 2019  |
| 4  | Play with Friends         | Gioca con gli amici   | 21 giugno 2015 | 24 aprile 2019  |
| 5  | Extract and Defend        | Estorcere e difendere | 28 giugno 2015 | 1º maggio 2019  |
| 6  | 10Broad36                 | 10BROAD36             | 5 luglio 2015  | 1º maggio 2019  |
| 7  | Working for the Clampdown | Giro di vite          | 12 luglio 2015 | 8 maggio 2019   |
| 8  | Limbo                     | Limbo                 | 19 luglio 2015 | 8 maggio 2019   |
| 9  | Kali                      | Kali                  | 26 luglio 2015 | 15 maggio 2019  |
| 10 | Heaven Is a Place         | Tabula rasa           | 2 agosto 2015  | 15 maggio 2019  |

## SETI
- Titolo originale: SETI
- Diretto da: Juan José Campanella
- Scritto da: Christopher Cantwell e Christopher C. Rogers

### Trama
È passato più di un anno dal lancio del Giant. Joe ha ripreso i contatti con la sua vecchia compagna di college Sara Wheeler e ora vive con lei ad Austin. La Cardiff Electric viene liquidata dopo che Nathan ha venduto l'azienda a una società estera. Gordon, in qualità di presidente uscente della società, riceve un dividendo di oltre 800.000 dollari. Joe, tuttavia, non riceve nulla dopo che Nathan ha distrutto l'assegno di Joe come punizione per le sue azioni negli ultimi due anni; nonostante torni a mani vuote, Joe propone a Sara di mettersi insieme e lei accetta. Alla Mutiny, Donna esprime la sua frustrazione per la mancanza di leadership e pianificazione a lungo termine di Cameron, soprattutto perché la loro infrastruttura di rete improvvisata presenta problemi di latenza e interruzioni di corrente. Donna nota due utenti che stanno chattando da molto tempo dopo aver finito di giocare, il che la ispira a creare chat room autonome. Donna si perde una cena celebrativa con Gordon e i bambini quando aiuta Cameron ad affrontare un ricettatore che vende componenti di computer rubati. Dopo aver affrontato il ricettatore, Donna e Cameron alla fine concordano che condivideranno la responsabilità per il ruolo di leadership della Mutiny. Il giorno successivo, Cameron va a prendere Bosworth dopo che è stato rilasciato di prigione.
- Ascolti USA: 659 000 telespettatori – rating/share 18-49 anni 0,21%[6]
- Ascolti Italia: 164 000 telespettatori – share 1,18%[1]

## Nuovo carburante
- Titolo originale: New Coke
- Diretto da: Phil Abraham
- Scritto da: Jonathan Lisco

### Trama
Joe e Sara incontrano Jacob Wheeler, padre di Sara e CEO di Westgroup Energy. Notando la travagliata storia lavorativa di Joe, Jacob gli offre di lavorare per Westgroup. Joe inizialmente rifiuta, ma in seguito accetta l'offerta; dopo essere arrivato al quartier generale di Westgroup, Joe scopre che gli è stato assegnato un lavoro di inserimento dati di basso livello. Donna mostra a Cameron la sua nuova funzione di chat dedicata, Community; tuttavia, Cameron non è impressionata. Cameron assume Bosworth, recentemente rilasciato sulla parola, per gestire Mutiny. A casa, Gordon carica un videogioco della Mutiny ed è talmente ossessionato da un problema tecnico nel gioco, che alla fine dice ai programmatori come correggerlo. Donna e Cameron tentano di trovare capitali per espandere Mutiny, ma vengono respinte da un investitore sessista. I programmatori scoprono che un utente ha clonato il gioco di punta della Mutiny, Parallax, e ne sta distribuendo copie gratuitamente. Donna e Cameron affrontano l'hacker, Tom Rendon, e Cameron lo assume dopo aver dimostrato come è riuscito a convincere più utenti ad accedere a Mutiny su un'unica linea telefonica, con grande dispiacere di Donna. Dopo che i programmatori trovano una lettera piuttosto personale tra lui e Cameron, Bosworth le dice che Mutiny non è il posto giusto per lui in questo momento e che ha bisogno di tempo da solo.
- Ascolti USA: 494 000 telespettatori – rating/share 18-49 anni 0,14%[6]
- Ascolti Italia: 67 000 telespettatori – share 0,81%[1]

## La via d'accesso
- Titolo originale: The Way in
- Diretto da: Jeff Freilich
- Scritto da: Jason Cahill

### Trama
Gordon scrive un programma chiamato Sonaris per mappare le dimensioni della rete di Mutiny. Bosworth vede la sua ex moglie Ginny per la prima volta da quando è stato rilasciato di prigione, e lei gli dice di non venire al ricevimento del figlio James; contro i desideri di Ginny, Bosworth si presenta nel tentativo di riconciliarsi con James. Alla Mutiny, Donna nota che Community sta guadagnando popolarità e attirando nuovi abbonati. Dopo essere tornati a Dallas, Joe e Sara invitano i Clark nel loro appartamento per una cena e loro accettano con riluttanza. Dopo che la rete di Mutiny è stato infettata da un malware sconosciuto, Cameron ordina ai programmatori di chiudere la rete e Tom le spiega l'entità del danno; Tom scopre che il malware è il programma Sonaris di Gordon. Cameron si scaglia contro Gordon per la sua interferenza, e lui ribatte che se Donna non avesse pagato i conti della Mutiny, la società sarebbe crollata molto prima. La mattina dopo, Cameron ha un attacco di panico quando vede che nessun abbonato si è connesso, ma Tom riesce a calmarla. Gordon si scusa con Donna per aver lanciato Sonaris senza dirglielo. Nel data center di Westgroup, Joe vede il potenziale per una nuova impresa.
- Ascolti USA: 452 000 telespettatori – rating/share 18-49 anni 0,15%[6]
- Ascolti Italia: 189 000 telespettatori – share 1,20%[2]

## Gioca con gli amici
- Titolo originale: Play with Friends
- Diretto da: Kimberly Peirce
- Scritto da: Dahvi Waller

### Trama
Joe propone un'idea a un dirigente della Westgroup: configurare il mainframe dell'azienda per il time-sharing durante gli orari non lavorativi; tuttavia, la proposta di Joe viene respinta. Alla Mutiny, Cameron e Donna dicono ai programmatori che a causa dell'incidente dovuto al programma Sonaris, la società opera in deficit e non può permettersi di pagare i loro stipendi; tuttavia, molti di loro scelgono di restare. Bosworth esamina le spese della Mutiny e si offre volontario per andare di porta in porta per convincere gli abbonati della Mutiny a riprendere il servizio. Joe recluta Gordon per il suo progetto di time-sharing; Gordon accetta di aiutare a condizione che la Mutiny sia il primo cliente di Joe. Le tensioni già crescenti tra Cameron e Donna si intensificano quando Cameron vuole escludere Community dalla rete. Mentre giocano a freccette con i programmatori, Tom e Cameron hanno un'idea per il prossimo gioco della Mutiny, uno sparatutto in prima persona multiplayer. Joe rivela a Gordon che intende configurare in segreto il mainframe di Westgroup per il time-sharing, sperando di mostrare a Jacob la prova fisica della sua idea prima che sia legittimata. La mattina dopo a casa, Gordon dice a Donna di aver trovato un nuovo partner di rete per Mutiny con uno sconto sostanziale, e lei si siede in bagno con un test di gravidanza positivo.
- Ascolti USA: 451 000 telespettatori – rating/share 18-49 anni 0,15%[6]
- Ascolti Italia: 65 000 telespettatori – share 0,63%[2]

## Estorcere e difendere
- Titolo originale: Extract and Defend
- Diretto da: Michael Morris
- Scritto da: Zack Whedon

### Trama
Quando Donna chiede a Gordon del nuovo partner di rete della Mutiny, lui rivela che Mutiny ha noleggiato la propria infrastruttura di rete migliorata da Joe. Durante una visita dal medico, Gordon scopre di avere un'encefalopatia tossica a causa della sua esposizione alla saldatura al piombo e al suo uso di cocaina durante lo sviluppo del Giant. La diagnosi lo lascia sotto shock; tuttavia, non condivide la sua diagnosi con Donna. Dato che Donna vuole che il contratto di affitto della rete di Mutiny venga messo per iscritto, Gordon dice a Joe che deve dire a Jacob del suo progetto di time-sharing; nonostante Joe stia portando avanti il progetto senza approvazione, Jacob si interessa e richiede un incontro con un rappresentante di Mutiny. Joe vuole che Donna vada alla Westgroup per aiutarlo a presentare la sua idea; tuttavia, lei gli dice che Mutiny è la compagnia di Cameron. Nonostante la sua animosità nei confronti di Joe, Cameron incontra Jacob e gli mostra come funziona Mutiny. Dopo l'incontro, Sara vede Cameron confrontarsi con Joe, con Cameron che lo accusa di sfruttare Westgroup per portare avanti i propri affari; tuttavia, Joe insiste sul fatto che si tratta di un'attività commerciale legittima. Dopo che Joe ha firmato un accordo prematrimoniale con il padre di Sara, quest'ultima dice a Joe che stanno andando troppo in fretta e che hanno bisogno di stare da soli per un po' di tempo.
- Guest star: Kevin Rankin (Henry Clark - voce).
- Ascolti USA: 543 000 telespettatori – rating/share 18-49 anni 0,18%[6]
- Ascolti Italia: 158 000 telespettatori – share 1,07%[3]

## 10BROAD36
- Titolo originale: 10Broad36
- Diretto da: Larysa Kondracki
- Scritto da: Jamie Pachino

### Trama
Jacob dice a Joe di aver rivisto il contratto di noleggio della rete di Mutiny, aumentando la tariffa oraria da 3 a 5 dollari. Gordon porta le sue figlie in California per vedere suo fratello Henry, e Gordon rivela le sue condizioni a Henry; Gordon ricontatta anche l'ex fidanzata di Henry, Jules, e il loro incontro sfocia in una relazione. Quando Joe va da Mutiny per discutere i nuovi termini, Donna si scaglia contro di lui, il che spinge Joe a disattivare la connessione di Mutiny. Donna va a Westgroup per scusarsi con Joe per il suo sfogo; quindi lui offre a Mutiny una tariffa ridotta se soddisferanno determinati parametri di riferimento, incluso il porting dei loro programmi sul PC AT&T UNIX. Tom suggerisce di falsificare la demo per ottenere la tariffa ridotta, per poi passare al multipiattaforma a loro piacimento; tuttavia Joe riesce ad accorgersi del loro inganno. Dopo aver mentito a sua madre in precedenza riguardo ad un aborto spontaneo, Donna chiede a Cameron di accompagnarla in una clinica per aborti. Nonostante lo stratagemma, Joe è impressionato dall'innovazione di Mutiny di trasmettere dati tramite cavo coassiale e suggerisce a Jacob di acquisirli.
- Guest star: Kevin Rankin (Henry Clark).
- Ascolti USA: 558 000 telespettatori – rating/share 18-49 anni 0,17%[6]
- Ascolti Italia: 73 000 telespettatori – share 0,76%[3]

## Giro di vite
- Titolo originale: Working for the Clampdown
- Diretto da: Karyn Kusama
- Scritto da: Christopher Cantwell e Christopher C. Rogers

### Trama
Gordon finalmente rivela le sue condizioni a Donna; tuttavia, minimizza la gravità della sua malattia. Quando Joe va da Mutiny con l'offerta formale di acquisizione di Westgroup, Cameron mobilita i programmatori contro la "svendita" e lei strappa il contratto. Gordon recluta Ed e Larry, due dei suoi ex colleghi di Cardiff, per la sua nuova impresa, la vendita diretta di PC personalizzati. Joe parla individualmente con Bosworth e Tom nel tentativo di convincere Cameron a riconsiderare l'offerta di Westgroup. Incuriositi dal contratto, i programmatori lo rimettono insieme e, dopo aver scoperto il suo valore, fanno pressione su Cameron affinché riconsideri l'offerta, e Cameron alla fine accetta di vendere. Dopo aver brindato alla loro acquisizione, Joe scopre che Jacob vuole tagliare lo sviluppo dei giochi da Mutiny; vedendo questo come un tradimento delle sue intenzioni, Joe consiglia a Cameron di ritirarsi dall'accordo e lui le dice che non interferirà più. Dopo essersi riconciliato con Sara, lei dice a Joe che vuole sposarsi subito e trasferirsi in California, e Joe è d'accordo. La mattina dopo, Cameron dice ai programmatori che non venderà Mutiny.
- Ascolti USA: 499 000 telespettatori – rating/share 18-49 anni 0,17%[6]
- Ascolti Italia: 136 000 telespettatori – share 1,07%[4]

## Limbo
- Titolo originale: Limbo
- Diretto da: Daisy von Scherler Mayer
- Scritto da: Zack Whedon

### Trama
Donna rimprovera Cameron per la sua decisione di non vendere Mutiny a Westgroup. Joe e Sara rivelano a Jacob che si sono sposati e Joe si dimette da Westgroup. Mentre Mutiny si prepara a festeggiare i risultati raggiunti, Cameron e Tom finiscono il loro ultimo gioco: "Estorcere e difendere". Ed e Larry abbandonano l'impresa di Gordon quando mettono in dubbio la sua salute mentale. Mentre Joe e Sara fanno le valigie, lei trova un sacchetto di ecstasy e suggerisce di andare in una discoteca per festeggiare la loro ultima notte a Dallas. Gordon trova la pubblicità di un altro costruttore di PC con sede a Dallas e sospetta che Stan, un altro suo ex collega, abbia cospirato contro di lui; Gordon irrompe nel garage di Stan di notte e Gordon viene arrestato dopo che Stan lo affronta. Joe e Sara si intrufolano nel data center di Westgroup per fare sesso, e Joe scopre che il nuovo team di time-sharing di Jacob aveva creato "WestNet" clonando l'interfaccia utente di Mutiny. Al termine della festa della Mutiny, Donna e Cameron discutono sul futuro di Community; tuttavia, scoprono che i programmatori sono stati bloccati fuori dalla rete. Quando Joe va da Mutiny per spiegare che non è responsabile di WestNet, nessuno gli vuole credere.
- Ascolti USA: 497 000 telespettatori – rating/share 18-49 anni 0,12%[6]
- Ascolti Italia: 67 000 telespettatori – share 0,89%[4]

## Kali
- Titolo originale: Kali
- Diretto da: Craig Zisk
- Scritto da: Jason Cahill

### Trama
Donna e Cameron discutono le loro opzioni legali contro Westgroup e Cameron decide di vendere "Estorcere e difendere" per sostenere Mutiny. Tom è sconvolto dal fatto che Cameron abbia preso questa decisione senza consultarlo e di conseguenza i due si lasciano. Dopo che Joe ha salvato Gordon dalla prigione, Gordon indaga sulla società di computer che credeva avesse copiato la sua idea; tuttavia, Gordon ha un vuoto di memoria e dimentica dove ha parcheggiato. Durante l'assemblea degli azionisti di Westgroup, Joe tiene un discorso programmatico su WestNet e dà a Cameron il dovuto merito; tuttavia, all'insaputa di Joe, Cameron aveva sabotato la presentazione caricando Sonaris sul mainframe di Westgroup, il che finisce per interrompere pesantemente tutti i loro affari. Dopo che Gordon cade da una rampa di scale e si ferisce alla caviglia mentre cercava di trovare la sua macchina, il medico dice a Donna che Gordon soffre di stress psicologico oltre al danno cerebrale, e Gordon finalmente le ammette che ha bisogno di aiuto. Sara accusa Joe di nutrire ancora sentimenti nei confronti di Cameron e di sabotare WestNet. Bosworth informa Cameron che lascerà Mutiny per un lavoro più stabile con suo figlio.
- Ascolti USA: 588 000 telespettatori – rating/share 18-49 anni 0,19%[6]
- Ascolti Italia: 165 000 telespettatori – share 1,27%[5]

## Tabula rasa
- Titolo originale: Heaven Is a Place
- Diretto da: Phil Abraham
- Scritto da: Christopher Cantwell e Christopher C. Rogers

### Trama
In seguito al fiasco di WestNet, Jacob viene estromesso dalla carica di CEO di Westgroup e Sara chiede il divorzio da Joe. Desiderando l'indipendenza, Cameron trova l'annuncio di vendita di un mainframe IBM 3033 usato in California, che Mutiny potrebbe utilizzare per ospitare la propria rete. Donna scopre la relazione di Gordon, che fa scappare la figlia maggiore Joanie. Sentendosi responsabile delle disgrazie di Joe, Gordon dà a Joe un controprogramma che ha scritto per rimuovere Sonaris dai sistemi infetti e immunizzarli da future infezioni. In compagnia di suo figlio, Bosworth mostra rimorso per aver lasciato Mutiny e alla fine ritorna. Dopo aver trovato Joanie, Donna dice a Gordon che, per salvare il loro matrimonio, vuole che trasferisca la famiglia in California, lavori per Mutiny e acquisti e ripari il mainframe che Cameron voleva. Utilizzando il programma di Gordon, Joe si assicura 10 milioni di dollari in capitale di rischio e cerca di reclutare Gordon per la nuova attività, ma Gordon gli dice che sta lavorando per Mutiny. Un mese dopo, la squadra di Mutiny si imbarca su un volo diretto a San Francisco; allo stesso tempo, Joe cerca spazi per uffici di prima qualità per la sua nuova società, la MacMillan Utility.
- Ascolti USA: 485 000 telespettatori – rating/share 18-49 anni 0,12%[6]
- Ascolti Italia: 62 000 telespettatori – share 0,81%[5]